# Eduard van Delden
 Eduard van Delden (ur. 27 czerwca 1850 w Twello, Holandia, zm. 1920 w Niemczech) – niemiecki fotograf.

## Praca zawodowa
Eduard van Delden urodził się w Holandii z zawodu fotografa uczył się w Berlinie. Pracę zawodowego fotografa rozpoczął we Wrocławiu w 1874, gdzie pod adresem Neue Taschenstrasse 5 (obecnie ulica Kołłątaja, kamienica nr 5 nie istnieje) otworzył swoje pierwsze atelier. W 1880 przeniósł swój zakład fotograficzny do budynku przy ulicy Gartenstrasse 36 (obecna Piłsudskiego). Jest twórcą najdłużej działającej firmy fotograficznej we Wrocławiu działającej w latach 1874-1931; w 1903 atelier zostało przejęte przez fotografa Heinricha Götza i nosiło nazwę: Foto-Atelier Eduard van Delden, Inh. Heinrich Götz.
Eduard van Delden wykonywał głównie fotografie portretowe oraz wykonywał reprodukcje dzieł sztuki, specjalizował się również w sporządzaniu dokumentacji architektury i obiektów przemysłowych. Dzięki tej ostatniej specjalizacji współpracowała z miejskim urzędem budowlanym i Konserwatorem Zabytków Prowincji Dolnośląskiej. Ponadto van Delden sprawował funkcje nadwornego fotografa królowej Prus Augusty von Sachsen-Weimar, żony Wilhelma I.

## Nagrody i wyróżnienia
Eduard van Delden otrzymał nagrody za swoje prace w Monachium (1876), Utrechcie (1876), Wrocławiu (1878, 1881, 1902) oraz w Dreźnie (1903).